# Arkadiusz Musierowicz

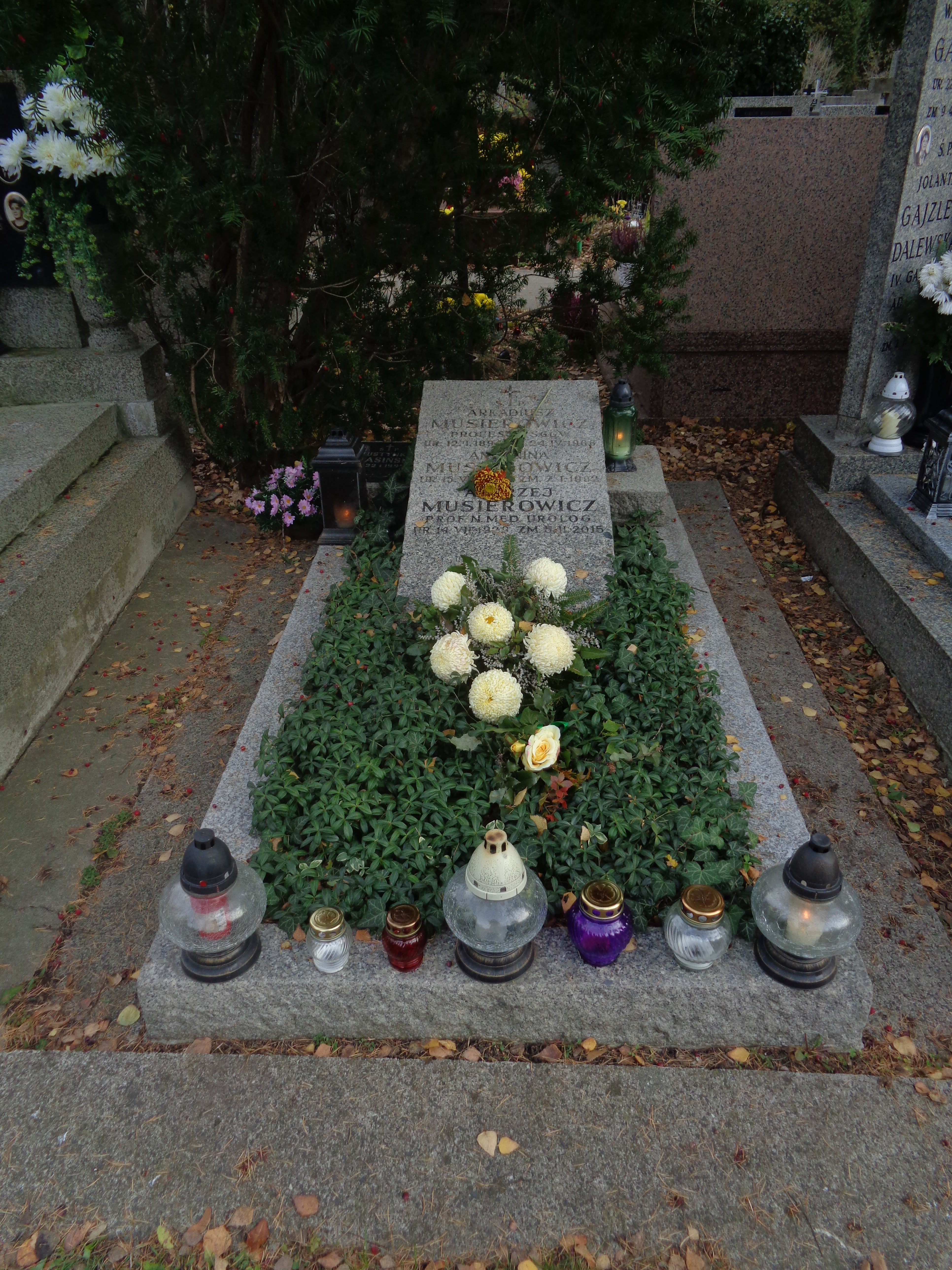
Grób Arkadiusza i Andrzeja Musierowicza na cmentarzu Wojskowym na Powązkach

Arkadiusz Jan Musierowicz (ur. 12 stycznia 1894 w Zgierzu,  zm. 24 kwietnia 1966 w Warszawie) – polski chemik rolny, gleboznawca

## Życiorys
Urodził się 12 stycznia 1894 w Zgierzu, w rodzinie Jana i Zuzanny z Kuleszów. Ukończył szkołę handlową Zgromadzenia Kupców w Łodzi, a następnie wyjechał do Lwowa, gdzie w 1911 rozpoczął studia na Wydziale Chemii Politechniki Lwowskiej. Po wybuchu I wojny światowej przerwał naukę i w latach 1914–1921 przebywał jako urzędnik w głębi Rosji; dyplom inżyniera chemika uzyskał dopiero w 1923. W 1926 uzyskał stopień doktora nauk technicznych i został powołany na stanowisko adiunkta przy Katedrze Chemii Rolnej i Gleboznawstwa na Wydziale Rolniczo-Lasowym Politechniki Lwowskiej. Od 1922 był asystentem, a następnie adiunktem. Dzięki rządowemu stypendium naukowemu w latach 1929–1930 uzupełniał wiedzę na uczelniach w Czechach, Niemczech i Szwajcarii. W 1932 został pełniącym obowiązki kierownika katedry, a rok później docentem. W 1933 uzyskał habilitację na Wydziale Rolniczo-Lasowym Politechniki Lwowskiej na podstawie pracy pt. Absorpcyjne własności torfów. W grudniu 1936 otrzymał tytuł profesora nadzwyczajnego chemii rolnej i gleboznawstwa na Wydziale Rolniczo-Lasowym Politechniki Lwowskiej.
W czasie okupacji niemieckiej pracował od 1 listopada 1941 do 1 maja 1944 na Państwowych Kursach Rolniczych w Dublanach, podporządkowanych wówczas Generalnej Guberni, a od 1 lipca 1944 do 15 stycznia 1945 w Instytucie Żywienia Roślin, potem na Wydziale Gleboznawczym w Skierniewicach. W latach 1945–1964 profesor SGGW, członek rzeczywisty PAN.
W 1925 ożenił się z Antoniną z Czarnieckich (1901–1992), z którą miał synów Andrzeja i Jerzego. 
Zmarł 24 kwietnia 1966 w Warszawie, pochowany na cmentarzu Wojskowym na Powązkach (kwatera G-0-29).

## Członkostwo
- Komitet Współpracy w Doświadczalnictwie przy Ministerstwie Rolnictwa i Reform Rolnych
- Towarzystwo Naukowe im. Kopernika
- Polskie Towarzystwo Chemiczne
- Związek Inżynierów Chemików
- Polskie Towarzystwo Gleboznawcze
- Międzynarodowe Towarzystwo Gleboznawcze
- Członek rzeczywisty PAN

## Ordery i odznaczenia
- Krzyż Komandorski Orderu Odrodzenia Polski (1961)
- Krzyż Kawalerski Orderu Odrodzenia Polski (19 lipca 1954)[6]
- Medal 10-lecia Polski Ludowej (14 stycznia 1955)[7]

## Nagrody i wyróżnienia
- Państwowa Nagroda Naukowa III stopnia (zespołowa) w dziedzinie nauk rolniczo-leśnych za opracowanie mapy gleb polskich w skali 1 : 1 000 000 (1950)[8]
- Nagroda Państwowa III stopnia za badania nad rozmieszczeniem mikroelementów w glebach oraz nad dynamiką gleby (1952)[9]
- tytuł doktora honoris causa Wyższej Szkoły Rolniczej we Wrocławiu (1965)[10]